# Torre de l'Albet
La Torre de l'Albet és una obra eclèctica de Gelida (Alt Penedès) protegida com a Bé Cultural d'Interès Local.

## Descripció
Ampli casal a quatre vent, terrat i torratxa. disposa debaixos amb atrevidíssimes voltes de rajola i 2 plantes on s'hi accedeix exteriorment per una escala tipus monumental de dos braços. Restes de jardí romàntic a l'entorn.

## Història
És una de les primeres mostres de l'estiueig a Gelida per part dels burgesos barcelonins. A l'interior existia fins al 1936 un oratori dedicat a El Salvador, que segons tradició, suplia la capella romànica que des del segle xii fins a primeries del segle passat existí al barri veí de Sant Salvador de la Calçada, nom d'indubtable procedència romana.